# 木藍
木蓝（学名：Indigofera tinctoria），亦作槐藍、靛、蓝靛、馬棘，豆科植物。

## 概述
木蓝是向陽性植物，耐旱耐濕，極易繁殖，羽状复叶，小叶9－13枚，葉片呈羽狀偏小，成熟葉片乾燥後成灰藍色，蝶形花冠，花為淺紅色居多，总状花序，线状圆柱形荚果，一年可二至三獲，以沉澱法製作靛藍染料。木蓝是中國傳統服飾所使用的染料。大成藍所使用的顏色；木蓝又供药用，有泻肝散郁火、凉血解毒作用。

## 分布
木蓝多生長在平地跟河边，在熱帶及亞熱帶廣泛生長，分布於印度、中國南方的廣東、廣西、雲南及台灣、印尼、中南美洲的墨西哥、瓜地馬拉、祕魯與非洲的奈及利亞等地。
在中國，它在廣東中部的四邑地區亦有生長，也被認為是藍植物中藍色素成份含量最多，品種最優秀的。

## 參看
- 染料
- 藍染植物

## 外部連結
- 植物通：木藍屬
- 木藍 Mulan （页面存档备份，存于） 藥用植物圖像數據庫 (香港浸會大學中醫藥學院) （中文）（英文）
- 靛玉紅 Indirubin （页面存档备份，存于） 中草藥化學圖像數據庫 (香港浸會大學中醫藥學院) （中文）（英文）